# Sugar Ray
Sugar Ray sono un gruppo alternative rock statunitense di Newport Beach, in California.

## Storia del gruppo
Gli Sugar Ray si formarono nel 1992 con il nome Shrinky Dinx, successivamente cambiato (a causa di problemi legali avuti con la Milton Bradley Company, proprietaria del giocattolo Shrinky Dinks) nel nome attuale, in omaggio al pugile Sugar Ray Leonard.
Da allora gli Sugar Ray hanno pubblicato un album esattamente ogni due anni dal 1995 al 2003, solitamente a giugno. L'album di debutto, Lemonade and Brownies, venne pubblicato nel 1995, lanciato dalla prima hit della band, Mean Machine. Il loro primo lavoro fu influenzato fortemente da funk metal, punk, e alternative rock. Un ultimo album, Music for Cougars, è stato pubblicato nel 2009.
La band è apparsa il 18 marzo 2008 nell'ultima puntata della terza stagione di American Dad!, intitolata Spring Break-Up, interpretando se stessa e suonando Fly allo Spring Break party. Essi fanno anche una comparsa nel film Scooby-Doo del 2002: mentre cantano la canzone Words To Me, Daphne, guardando negli occhi il cantante che le si avvicina all'improvviso, scopre che essi sono posseduti dai mostri evocati dal Demon Ritus e quindi si allontana.

## Album

### Lemonade and Brownies
L'album di debutto degli Sugar Ray, pubblicato nel 1995, non riscontra un grande successo. L'unico singolo estratto dall'album è Mean Machine. Raffigurata in copertina, troviamo l'attrice Statunitense Nicole Eggert, famosa per aver recitato in alcuni serial TV come Baby Sitter, nel ruolo di Jamie Powell e Baywatch, nel ruolo della bagnina Summer Quinn.

### Floored
La prima hit degli Sugar Ray, uscì nell'estate del 1997: si tratta della canzone Fly, inclusa sull'album Floored, che ospitava all'interno il cantante reggae Super Cat.
"Fly" è una canzone notevole poiché possiede un sound del tutto diverso dal resto delle canzoni dell'album ed ha ricevuto frequenti (alcuni li chiamano "costanti") passaggi in radio. Benché il singolo fosse qualcosa di anomalo, coloro a cui era familiare il primo album, riconobbero ovvie influenze R&B sulla band. Come risultato del successo di "Fly", Floored ha venduto moltissime copie, ricevendo il doppio disco di platino.
Nonostante i frequenti passaggi in radio e il doppio disco di platino, alla fine del 1997, i critici (scettici riguardo alla possibilità che gli Sugar Ray fossero in grado di pubblicare un'altra canzone di successo), li denominarono one-hit wonder.
Lo stesso anno, gli Sugar Ray fecero una comparsa nel film Due padri di troppo, con Billy Crystal e Robin Williams.

### 14:59
Il loro album del 1999 14:59 era la sarcastica risposta all'accusa di essere one-hit wonder: il titolo infatti era un riferimento al fatto che i loro quindici minuti di gloria non fossero ancora finiti, perché il loro "orologio del successo" segnava ancora le 14:59.
Every Morning, frequentemente paragonato a "Fly", raggiunse un successo simile verso la fine del 1998, arrivando al 3º posto delle classifiche statunitensi. Il loro singolo seguente, "Someday", ricevette molte messe in onda nel 1999 e raggiunse il 7º posto. Questo album, che surclassò i precedenti e fu premiato con un triplo disco di platino, provò che gli Sugar Ray non erano affatto degli one-hit wonder.
Gli Sugar Ray dovevano anche partecipare al Woodstock '99, ma cancellarono la loro presenza a causa di una malattia.

### Sugar RayeIn the Pursuit of Leisure
Con "Sugar Ray", il loro omonimo album del 2001, la band lanciò un'altra hit, "When It's Over", che raggiunse lo stesso livello dei loro singoli precedenti. Lo sforzo del 2003 degli Sugar Ray, In the Pursuit of Leisure, e il primo singolo di quest'album, "Mr. Bartender (It's So Easy)", furono accolti con calore. Nel 2005, gli Sugar Ray pubblicarono un greatest hits includendovi due nuove canzoni, tra cui il singolo "Shot of Laughter".

## Formazione

### Formazione attuale
- Mark McGrath - voce, chitarra
- Rodney Sheppard - chitarra
- Murphy Karges - basso
- Stan Frazier - batteria
- Craig Bullock (DJ Homicide) - giradischi

### Ex componenti
- Leor Dimant (DJ Lethal) - giradischi (1995-1996)

## Discografia
| Data di pubblicazione | Titolo                    | Etichetta        | U.S. Billboard | Certificazione RIAA |
| --------------------- | ------------------------- | ---------------- | -------------- | ------------------- |
| 4 aprile 1995         | Lemonade and Brownies     | Atlantic Records |                |                     |
| 24 giugno 1997        | Floored                   | Atlantic Records | numero 12      | 2x Platino          |
| 12 gennaio, 1999      | 14:59                     | Atlantic Records | numero 17      | 3x Platino          |
| 12 giugno, 2001       | Sugar Ray                 | Atlantic Records | numero 6       | Oro                 |
| 3 giugno, 2003        | In the Pursuit of Leisure | Atlantic Records | numero 29      |                     |
| 21 giugno, 2005       | The Best of Sugar Ray     | Atlantic Records | numero 136     |                     |
| 21 luglio, 2009       | Music for Cougars         | Pulse Recordings |                |                     |

### Singoli (in ordine cronologico)
- "Mean Machine" (1995)
- "Fly" U.S.: numero 1 (1997)
- "Every Morning" (1999) U.S.: numero 3 UK: numero 10
- "Someday" (1999) U.S.: numero 7
- "Falls Apart" (1999) U.S.: numero 29
- "Abracadabra"
- "When It's Over" (2001) U.S.: numero 13 UK: numero 32
- "Answer The Phone" (2001) U.S.# 40
- "Ours" (2002)
- "Mr. Bartender (It's So Easy)" (2003) numero 12 (Video)
- "Is She Really Going Out With Him?" (2003) U.S. numero 70
- "Chasin' You Around"
- "Shot of Laughter" (2005) U.S. numero 50
- "Under the Sun"
- "Into Yesterday" (2007)

### Apparizioni in compilation
- 2001 - MTV: TRL Christmas